# Акирејри
Акирејри (исл. Akureyri; /ˈaːkʰʏrˌeiːrɪ/ⓘ) четврти је по величини град на Исланду, те највећи град изван ширег подручја престонице Рејкјавика и друго по величини урбано средиште на Исланду. Смештен је на северној обали и средиште је региона Нордиртланд Ејстра. Основан је 1602. године, а по попису из 2007. имао је 17.253 становника.

## Градови пријатељи
Град Акирејри је побратимљен или има неки вид сарадње са:
- Олесун, Норвешка
- Вестерос, Шведска
- Лахти, Финска
- Мурманск, Русија
- Рандерс, Данска
- Чешме, Турска

## Становништво
| Година       |
| Становништво |
| ------------ |